# Sam Altman
Samuel Harris Altman (født 22. april 1985 i Chicago, USA) er en amerikansk iværksætter og nuværende administrerende direktør for OpenAI, der blandt andet står bag produkter som ChatGPT. Han var også formand for acceleratorprogrammet Y Combinator fra 2014 til 2019.
Altman er en af de ledende figurer bag udrulningen af kunstig intelligens til offentlig brug.
Sam Altman er i januar 2024 blevet gift med sin flerårige partner, den australske software udvikler Oliver Mulherin, som han bor sammen med i San Fransisco.
Altmans formue blev estimeret til at være $1,1 mia. i januar 2025.

## REferencer
1. 1 2  Sam Altman | Biography, OpenAI, Microsoft, & Facts | Britannica
2. ↑  Portræt: 38-årige Sam Altman står bag en af tiden mest betydningsfulde nyskabelser
3. 1 2  https://openai.com/blog/openai-lp
4. ↑  https://www.nytimes.com/2023/12/09/technology/openai-altman-inside-crisis.html
5. ↑  OpenAI CEO Sam Altman just got married
Melia Russell and Grace Kay
11. januar 2024 på businessinsider.com hentet 14. januar 2024
6. ↑  "Sam Altman Net Worth Explained: OpenAI CEO's Huge Reddit Stake May Make Him Billions". CCN.com (amerikansk engelsk). 2025-01-09. Hentet 2025-01-26.